# Kong Fanyu
Kong Fanyu (6 giugno 1993) è una sciatrice freestyle cinese, specialista nei salti.

## Biografia
In Coppa del Mondo ha esordito il 17 dicembre 2010 a Beida Lake (10ª), ottenendo il primo podio il 19 febbraio 2011 a Minsk (3ª) e la prima vittoria il 10 marzo 2012 a Mosca. In carriera ha partecipato a tre edizioni dei Campionati mondiali (5ª nei salti a Deer Valley 2011 il miglior risultato) e ha conquistato un bronzo olimpico a Pyeongchang 2018.

## Palmarès

### Olimpiadi
- 1 medaglia:
  - 1 bronzo (salti a Pyeongchang 2018)

### Mondiali
- 2 medaglie:
  - 1 oro (salti a Bakuriani 2023)
  - 1 argento (salti a squadre a Bakuriani 2023)

### Coppa del Mondo
- Miglior piazzamento in classifica generale: 17ª nel 2012
- 16 podi:
  - 3 vittorie
  - 3 secondi posti
  - 10 terzi posti

#### Coppa del Mondo - vittorie
| Data             | Luogo   | Paese     | Disciplina |
| ---------------- | ------- | --------- | ---------- |
| 10 marzo 2012    | Mosca   | Russia    | AE         |
| 20 dicembre 2015 | Pechino | Cina      | AE         |
| 2 dicembre 2021  | Ruka    | Finlandia | AE         |

Legenda:

AE = salti